# نپتون، نیوجرسی
نپتون (به انگلیسی: Neptune Township) شهری در ایالت نیوجرسی کشور ایالات متحده آمریکا است که جمعیت آن در سرشماری سال ۲۰۱۰ میلادی، ۲۷٬۹۳۵ نفر بوده‌است.